# جاماريو مون
جاماريو مون (بالإنجليزية: Jamario Moon)‏ مواليد 13 يونيو 1980 في غودووتر، هو لاعب كرة سلة محترف أمريكي بدأ مسيرته الاحترافية في سنة 2001. يبلغ طوله 6 قدم 8 بوصة (2.0 م). لعب في الرابطة الوطنية لكرة السلة كما لعب في دوري بورتوريكو لكرة السلة.

## إحصائيات المسيرة

### الموسم الاعتيادي
| السنة   | الفريق             | لعب | بدأ | دقيقة | ميداني% | ثلاثية | حرة   | ارتداد | صنع | استلاب | تصدي | نقطة |
| ------- | ------------------ | --- | --- | ----- | ------- | ------ | ----- | ------ | --- | ------ | ---- | ---- |
| 2007–08 | تورونتو رابتورز    | 78  | 75  | 27.8  | .485    | .328   | .741  | 6.2    | 1.2 | 1.0    | 1.4  | 8.5  |
| 2008–09 | تورونتو رابتورز    | 54  | 39  | 25.5  | .473    | .345   | .846  | 4.6    | 1.3 | 1.2    | .8   | 7.3  |
| 2008–09 | ميامي هيت          | 26  | 21  | 26.5  | .459    | .370   | .867  | 4.5    | 1.0 | .8     | .6   | 7.1  |
| 2009–10 | كليفلاند كافالييرز | 61  | 2   | 17.2  | .462    | .320   | .800  | 3.1    | .8  | .6     | .5   | 4.9  |
| 2010–11 | كليفلاند كافالييرز | 40  | 13  | 19.1  | .402    | .284   | .909  | 3.0    | 1.1 | .6     | .7   | 4.7  |
| 2010–11 | لوس أنجلوس كليبرز  | 19  | 7   | 14.6  | .424    | .393   | .833  | 2.5    | .4  | .2     | .3   | 3.5  |
| 2011–12 | شارلوت هورنتس      | 8   | 0   | 15.4  | .292    | .200   | 1.000 | 2.8    | .6  | .1     | .6   | 2.3  |
| المسيرة |                    | 286 | 157 | 22.6  | .461    | .329   | .803  | 4.3    | 1.0 | .8     | .8   | 6.3  |

### التصفيات
| السنة   | الفريق             | لعب | بدأ | دقيقة | ميداني% | ثلاثية | حرة   | ارتداد | صنع | استلاب | تصدي | نقطة |
| ------- | ------------------ | --- | --- | ----- | ------- | ------ | ----- | ------ | --- | ------ | ---- | ---- |
| 2008    | تورونتو رابتورز    | 5   | 3   | 20.8  | .379    | .364   | 1.000 | 4.8    | .8  | 1.2    | .6   | 5.4  |
| 2009    | ميامي هيت          | 3   | 0   | 13.3  | 1.000   | 1.000  | .000  | 3.0    | .3  | .3     | .3   | 4.0  |
| 2010    | كليفلاند كافالييرز | 11  | 0   | 10.3  | .583    | .500   | .667  | 1.5    | .5  | .4     | .5   | 3.5  |
| المسيرة |                    | 19  | 3   | 13.5  | .517    | .483   | .500  | 2.6    | .5  | .6     | .5   | 4.1  |

## روابط خارجية
- جاماريو مون على موقع إن بي أي (الإنجليزية)
- جاماريو مون على موقع سبورتس رفرنس (الإنجليزية)
- جاماريو مون على موقع كرة السلة الأوروبية.كوم (الإنجليزية)
- جاماريو مون على موقع DraftExpress.com (الإنجليزية)
- جاماريو مون على موقع ريلجم (الإنجليزية)
- جاماريو مون على موقع بروبوليرز (الإنجليزية)
- جاماريو مون على موقع سبورتس رفرنس (الإنجليزية)
- جاماريو مون على موقع سبورتس رفرنس (الإنجليزية)